# Pandemonium
Pandemonium är helvetets huvudstad i den engelske diktaren John Miltons heroiska epos Det förlorade paradiset (engelska: Paradise Lost, bok I, verserna 710–719). 
Den engelske konstnären John Martin skildrade Pandemonium och flera andra motiv från Det förlorade paradiset i grafiska verk som producerades i stora upplagor från 1823. Martins Pandemonium trycktes 1824 och 1831. Han målade även Pandemonium i olja på duk 1841; en tavla som sedan 2006 ingår i Louvrens samlingar i Paris. I förgrunden ses Satan som med sin andedräkt skapar Pandemonium – ett hem för alla de demoner som kan anas i lavan i mellangrunden.
Som ord betyder pandemonium outhärdligt oväsen eller outhärdligt tillstånd. Det härstammar från grekiskans παν som betyder ’alla’ och δαιμόνιον vilket betyder ’liten ande’ eller som kristendomen tolkar det: ’liten demon’, senare bara ’demon’. Ordet blir alltså översatt ’alla demoner’. Pandemonium avser en samlingsplats för alla djävlar. 